# Belonogaster brevipetiolata
Belonogaster brevipetiolata är en getingart som beskrevs av Henri Saussure 1890. Belonogaster brevipetiolata ingår i släktet Belonogaster och familjen getingar. Inga underarter finns listade.